# John Arnold (Musiker)
John Arnold (* um 1900; † nach 1932) war ein US-amerikanischer Blues- und Jazzpianist, der in der Musikszene von St. Louis aktiv war.

## Leben und Wirken
Arnold gewann im Herbst 1915 einen Bluespiano-Wettbewerb im Booker T. Washington Airdrome, einem Vaudeville-Theater in St. Louis. In den folgenden Jahren spielte er unter anderem mit Lonnie Johnson („Mr. Johnson's Blues“, „Falling Rain Blues“ OKeh 1925) und im Orchester von Benny Washington, das ein Engagement auf dem Flussdampfer SS St Paul hatte. Eine weitere Okeh-Session fand im November 1925 in St. Louis mit Benny Washingtons Six Aces statt („Compton Ave. Blues“). Später spielte er mit den St. Louis Blue Devils von Eddie Randle.